# Pré-au-Lard
Pour les articles homonymes, voir Pré (homonymie).
Pour un article plus général, voir Lieux de Harry Potter.
Pré-au-Lard (Hogsmeade en anglais) est un petit village fictif imaginé par J. K. Rowling pour l'univers de la suite romanesque Harry Potter. Il est composé de petites chaumières et de magasins.
Dans le monde de Harry Potter, les élèves de Poudlard (l'école de sorcellerie voisine) peuvent se rendre à Pré-au-Lard durant certains week-ends, à partir de leur troisième année d'études.
Depuis 2010, plusieurs versions officialisées du village de Pré-au-Lard, fidèles aux films Harry Potter et à l'imagination de J. K. Rowling, ont été construites à taille humaine et ouvertes au public à Orlando, Osaka et Hollywood.

## Histoire

### Intérieure à l'œuvre
Le village fictif de Pré-au-Lard aurait été fondé à la même époque que l'école voisine de Poudlard, par un sorcier du nom de Hengist de Woodcroft, qui fuyait les persécutions moldues. C’est le seul village de Grande-Bretagne peuplé uniquement par des sorciers. Certaines de ses enseignes dissimulent des passages secrets conduisant à l'école voisine. Les élèves de Poudlard peuvent, depuis 1714, le visiter durant certains week-ends, sous réserve d'un accord signé d'un parent et d'être au minimum en troisième année d'études.
Intéressée par la légende, Hermione Granger se plaît à raconter qu'une auberge de Pré-au-lard aurait servi de quartier général à l'époque de la fameuse révolte des Gobelins de 1612.

### Extérieure à l'œuvre
J. K. Rowling a rédigé une infinité de détails sur son univers durant les cinq années qui ont précédé l'écriture du premier tome. Il est donc probable que les bases de Pré-au-Lard aient été imaginées elles aussi entre 1992 et 1997. La gare de Pré-au-Lard apparaît dès Harry Potter à l'école des sorciers, alors que les élèves descendent du Poudlard Express pour se rendre à l'école voisine. Mais les élèves ne passent pas alors par le village même, qui est situé un peu à l'écart de la gare.
Contrairement au chemin de Traverse — autre rue commerçante importante, qui elle est décrite dès les premiers chapitres — le village de Pré-au-Lard ne se matérialise véritablement dans l'œuvre qu'au cours du troisième roman, Harry Potter et le Prisonnier d'Azkaban, lorsque Harry, Ron et Hermione ont l'occasion de s'y rendre pour la première fois.

## Étymologie
Dans la version originale, Pré-au-Lard se dit Hogsmeade. « Hog » signifiant « porc », et « meade » signifiant « pré ». On pourrait dès lors traduire littéralement le village par « Pré des porcs ». Le traducteur de l’œuvre, Jean-François Ménard, a respecté la signification originelle, mais aussi la relation avec Poudlard, se disant Hogwarts.

## Description
« Pré-au-Lard avait l'air d'une carte postale. Les cottages et les boutiques étaient recouverts d'une couche de neige fraîche. Des couronnes de houx étaient accrochées au-dessus des portes et des guirlandes de chandelles magiques pendaient aux branches des arbres. »

Pré-au-Lard est décrit comme étant un petit village écossais, situé non loin de l’école de sorcellerie Poudlard et de son lac, et composé de petites chaumières et magasins.
Les enseignes les plus mentionnées dans l'œuvre sont la confiserie Honeydukes, les pubs Les Trois Balais et La Tête de Sanglier, ou encore le magasin de farces et attrapes Zonko. Il y a également une maison abandonnée surnommée la « cabane hurlante », située un peu à l'écart du village et qui a la réputation, selon Hermione Granger, d'être la maison la plus hantée de Grande-Bretagne. Pendant les vacances de Noël, des chandelles enchantées sont accrochées dans les arbres.
Une gare ferroviaire est située de l'autre côté du lac, à l'écart du village donc, car le Poudlard Express, qui s'y arrête pour débarquer les élèves le jour de la rentrée, utilise le réseau ferroviaire moldu. Une route contourne le lac et relie la gare à l'école.

### Bureau de poste

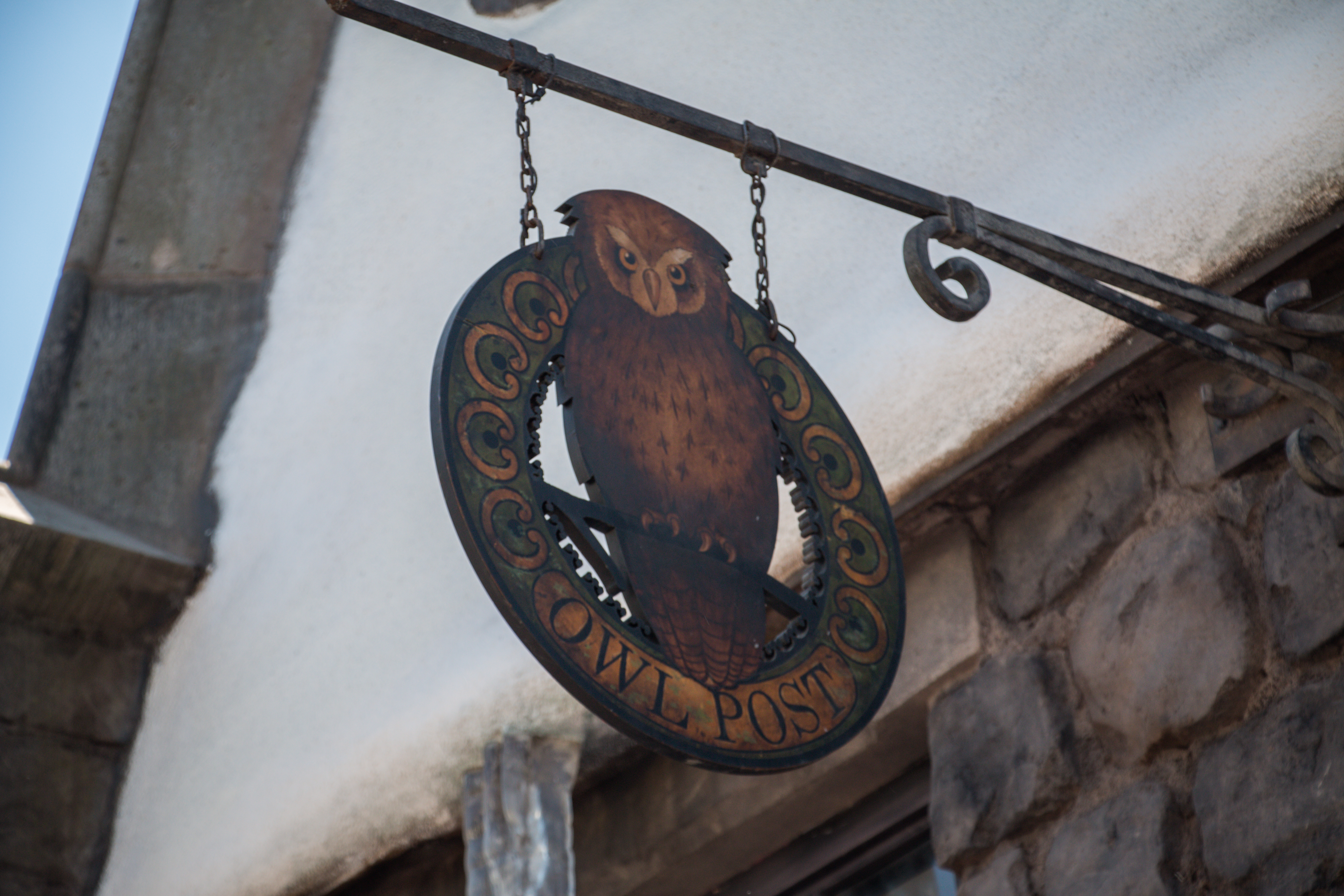
Le bureau de poste de Pré-au-Lard, The Wizarding World of Harry Potter.

Le bureau de poste du village (Post Office) est situé dans la « grand-rue ». Il compte régulièrement entre deux cents et trois cents hiboux perchés sur des étagères, qui s'envolent à intervalles réguliers. Les oiseaux ont des couleurs différentes en fonction de leur utilité : pour le courrier urgent ou lent. Les gros hiboux sont chargés des envois à longue distance, tandis que les minuscules chouettes sont souvent limitées au courrier local.
La poste est surtout utile aux habitants du village même. Les élèves possédant leur propre chouette ou hibou (c'est le cas de Harry avec Hedwige) préfèrent généralement envoyer leur courrier de la volière de Poudlard, où il leur est même possible d'emprunter un hibou de l'école. La Poste leur est donc surtout utile pour les courriers longue distance. Par exemple, Harry accompagne Ron à la poste lorsque ce dernier souhaite envoyer un hibou en Égypte, destiné à son frère Bill.

### Cabane hurlante
La cabane hurlante (Shrieking Shack) est une vieille maison dont les habitants du village disent qu'elle est la plus hantée de Grande-Bretagne. Les passants entendent quelquefois des hurlements provenir de l'intérieur. Une rumeur entretenue par Albus Dumbledore, qui a lui-même construit cette cabane quelque temps avant la première année des maraudeurs pour que Remus Lupin alors élève à Poudlard, puisse y passer les nuits de pleine lune et se transformer en loup-garou sans danger pour les autres étudiants. À partir de leur cinquième année, les trois autres « Maraudeurs » (James Potter, Sirius Black et Peter Pettigrow) viennent régulièrement rendre visite à Lupin durant ces périodes, alors qu'ils sont devenus des Animagi non déclarés. Sous leur forme animale, ils ne craignent plus ses morsures.
Le seul moyen d'accéder à l'intérieur de la cabane est d'emprunter un passage secret situé dans les racines du Saule-Cogneur (dans le parc de Poudlard), puisque ses portes et fenêtres sont toutes condamnées. C'est le lieu où Voldemort se cache pendant la bataille de Poudlard et aussi le lieu du décès de Severus Rogue dans le septième tome. À la fin du troisième tome, Harry y découvre qui est réellement Sirius Black (alors qu'il est accusé du meurtre de ses parents treize ans plus tôt) et la trahison de Peter Pettigrow.

### Derviche et Bang

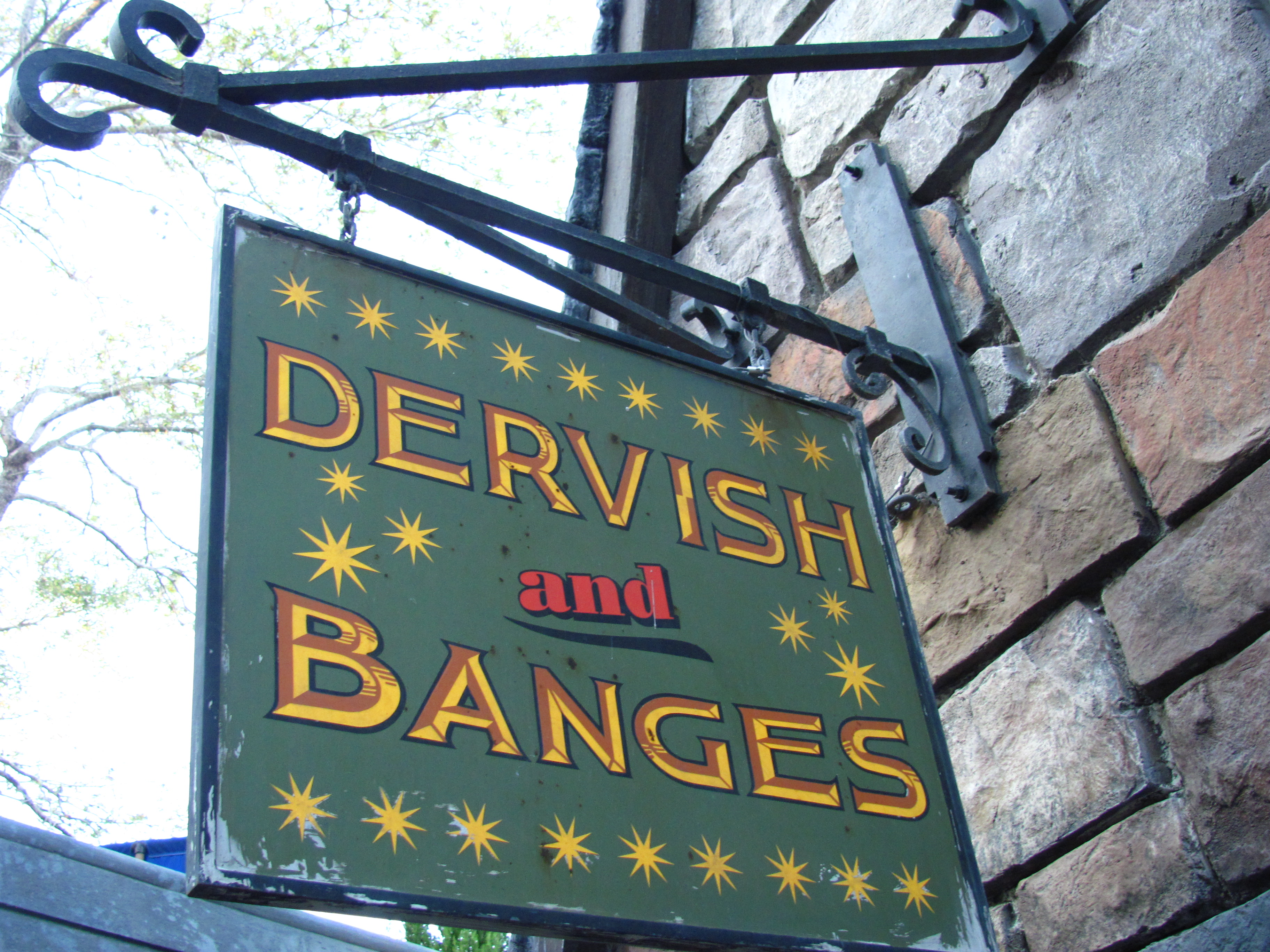
Enseigne de Derviche et Bang, The Wizarding World of Harry Potter.

Derviche et Bang (Dervish & Banges) est un magasin situé dans la « grand-rue », à la limite du village de Pré-au-Lard. Il est spécialisé dans la vente et la réparation d'objets magiques.
Pour son treizième anniversaire, Ron offre à Harry un Scrutoscope qu'il a ramené de ses vacances en Égypte. Il s'agit d'un détecteur de magie noire qui ressemble à une toupie en verre et qui se met à tourner en émettant de la lumière dès qu'il détecte, a priori, un danger ou une action douteuse. Lorsqu'il émet un sifflement métallique, Ron présume que l'objet est défectueux et prévoit de le faire examiner à la boutique de Pré-au-Lard.
Dans Harry Potter et l'Ordre du Phénix, Harry et Cho Chang découvrent une affiche collée dans la vitrine de Derviche et Bang représentant dix Mangemorts qui se sont échappés de la prison d'Azkaban.

### Gaichiffon
Gaichiffon (Gladrags Wizardwear) est une boutique de prêt-à-porter. Il s'agit d'une chaîne de magasins possédant d'autres enseignes en dehors de Pré-au-Lard, notamment à Londres et à Paris.
Dans Harry Potter et la Coupe de Feu, après la seconde tâche du Tournoi des Trois Sorciers, Harry se rend à Gaichiffon en compagnie de Ron et Hermione, pour acheter un cadeau pour Dobby. Il y trouve d'étranges chaussettes dont l'elfe de maison raffole.
Au cours de la Coupe du Monde de Quidditch, un immense panneau publicitaire est placé juste devant la tribune officielle et des mots s'y inscrivent en couleur d'or. Il s'agit de publicités vantant les mérites des balais Bombe bleue avec « sirène antivol intégrée », du Nettoie-Tout magique de la Mère Grattesec et de Gaichiffon, le « meilleur magasin de Prêt-à-Sorcier ».

### Honeydukes

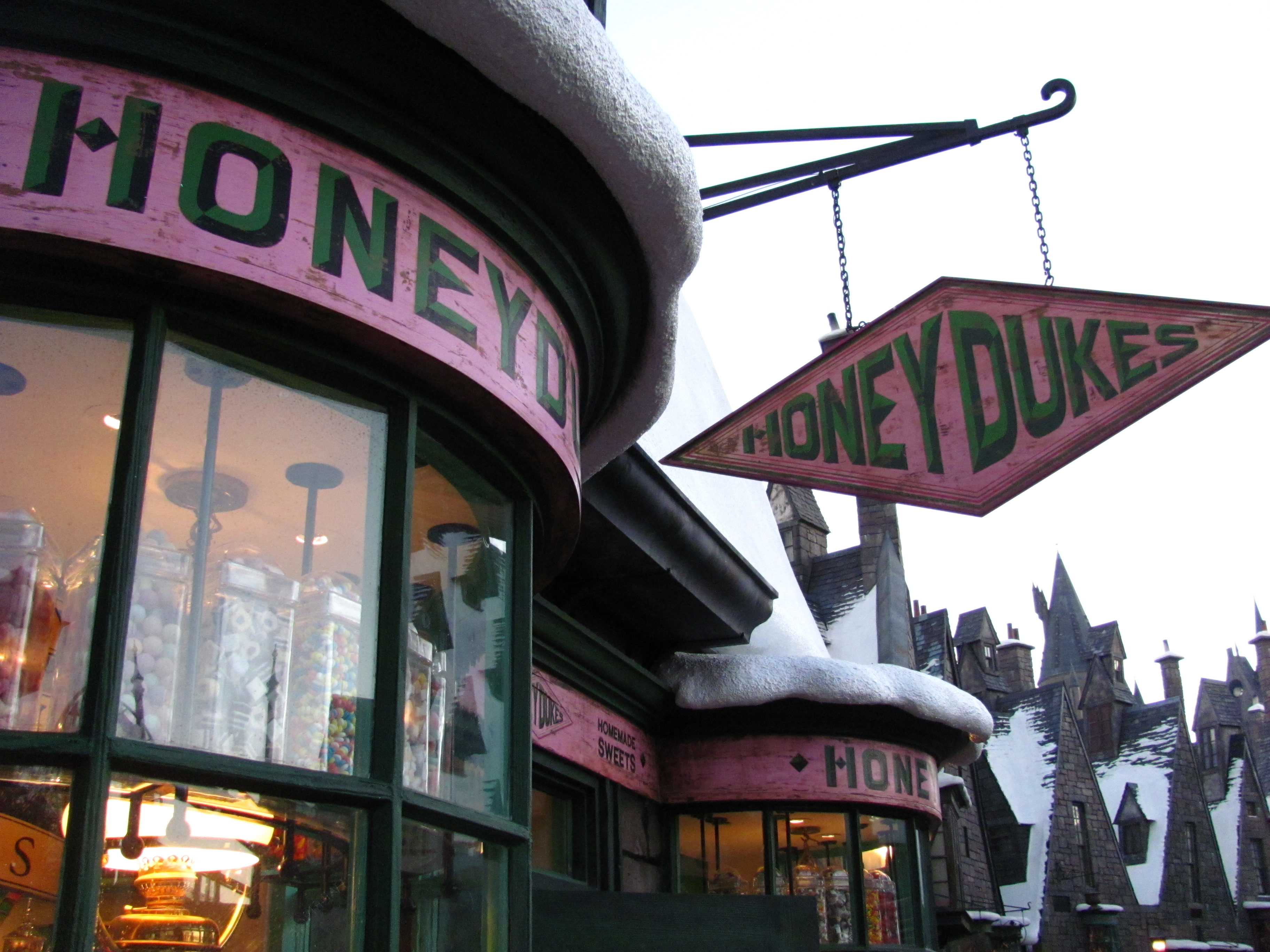
Devanture de Honeydukes à Universal's Islands of Adventure.

Honeydukes (Honeyduke's Sweetshop) est la confiserie très populaire de Pré-au-Lard, tenue par Mr et Mrs Flume. Là est vendue une imposante quantité de bonbons aux saveurs, formes et effets multiples, comme des dragées surprises de Bertie Crochue présentées dans de grands tonneaux, des centaines de chocolats différents présentés en rangées bien nettes, ou encore les fameux Fizwizbiz, des sorbets permettant de s'élever au-dessus du sol. Le magasin distribue régulièrement des échantillons gratuits de ses nouvelles friandises.
Le bâtiment compte trois niveaux : un sous-sol servant de réserve, le magasin ouvert aux clients au rez-de-chaussée, et l'habitation de Mr et Mrs Flume au premier étage. Un passage secret, notamment utilisé par Harry au cours d'une de ses expéditions, relie le sous-sol de la boutique à Poudlard.
Ambrosius Flume, qui est un ancien élève de Poudlard, était également membre du club de Slug et a obtenu son premier travail grâce aux relations du professeur Slughorn. Depuis, Flume envoie un panier de friandises à Slughorn à chacun de ses anniversaires.
Friandises vendues
- Ananas confits[23]
- Bonbons explosifs[8]
- Bulles baveuses[8]
- Caramels dorés[8]
- Chocoballes fourrées de mousse à la fraise[3]
- Chocolats[8]
- Pâtes de menthe en forme de crapauds[8]
- Cubes de glace à la noix de coco[8]
- Dragées surprises de Bertie Crochue[8]
- Fils dentaires à la menthe[8]
- Fizwizbiz[8]
- Gnomes au poivre[8]
- Gommes de Limaces[8]
- Nids de Cafards[8]
- Nougats moelleux[8]
- Plumes en sucre[8]
- Souris glacées[8]
- Suçacides[8]
- Sucettes parfumées au sang[8]
- etc.

### Salon de thé de Madame Pieddodu

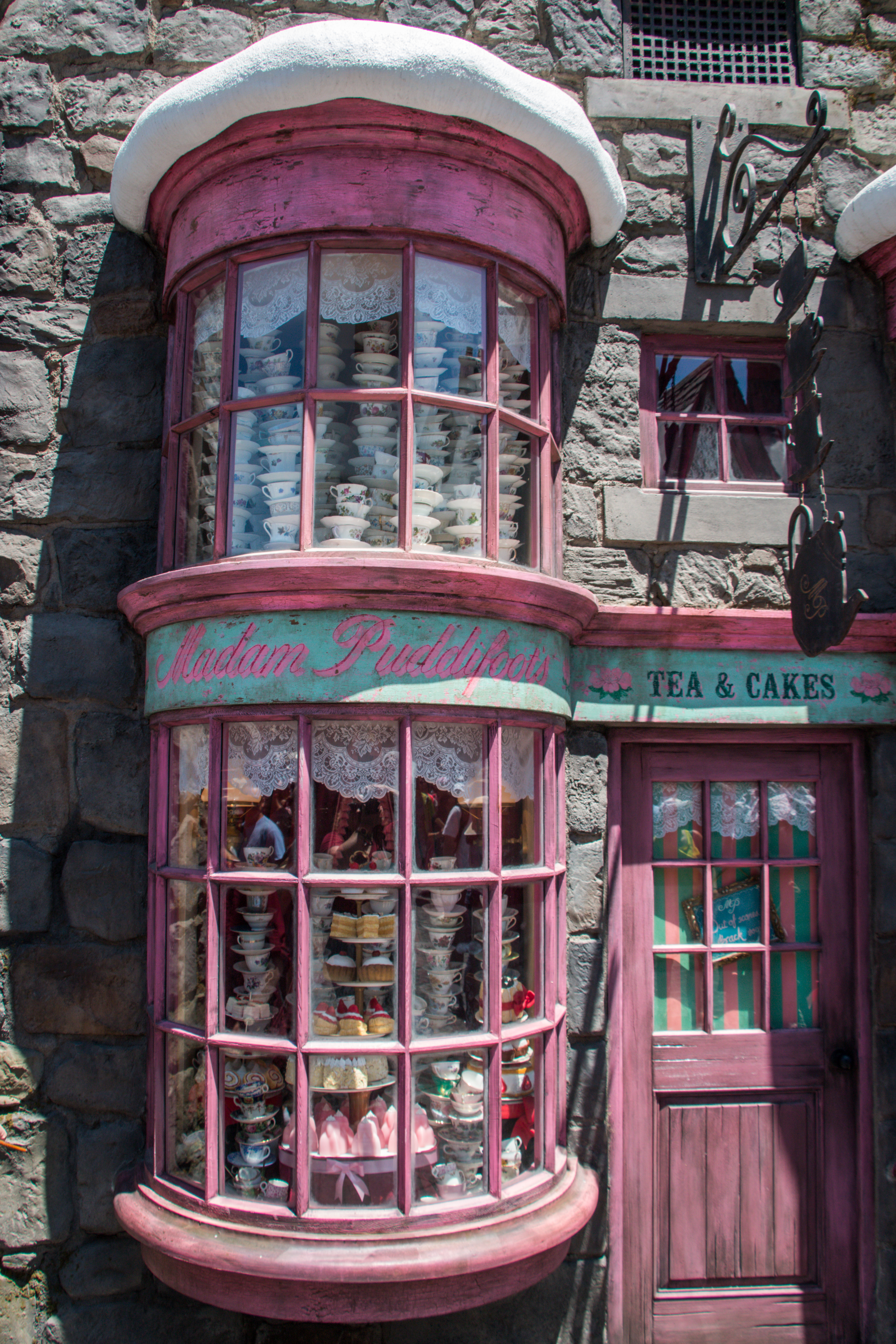
Devanture de chez Madame Pieddodu, « Thé et biscuits » (Universal Studios Hollywood).

Le salon de thé de Madame Pieddodu (Madam Puddifoot's Tea Shop) est un salon de thé situé dans une rue latérale à la « grand-rue », à proximité du magasin de plumes Scribenpenne. C'est un lieu de rendez-vous assez douillet et romantique où se retrouvent Harry et Cho Chang dans Harry Potter et l'Ordre du Phénix. Il est tenu par une femme forte au chignon noir. Les clients y entrent dans un tintement musical. Lorsque Harry s'y rend avec Cho, la salle est décorée sur le thème de la Saint-Valentin, avec des angelots dorés voletant au-dessus des tables et jetant des confettis roses sur les amoureux.
Harry n'aime pas cet endroit. C'est une salle exiguë et embuée, aux tables rondes très proches les unes des autres et décorée de petits nœuds et de fanfreluches diverses qui lui rappellent désagréablement le bureau du professeur Ombrage. La première fois que Ron Weasley réussit à transplaner, il tente de se rendre chez Madame Pieddodu, mais atterrit un peu plus loin, près de Scribenpenne.

### Scribenpenne
Scribenpenne (Scrivenshaft's Quill Shop) est un magasin de plumes d'écriture et de parchemins de toutes les couleurs. La boutique est située dans la grand-rue de Pré-au-Lard. Les plumes qui y sont vendues coûtent généralement autour de 15 Mornilles.
Dans Harry Potter et l'Ordre du Phénix, à la fin de la première réunion de l'Armée de Dumbledore, Harry, Ron et Hermione rejoignent la « grand-rue » de Pré-au-Lard et Hermione se rend à la boutique pour acheter une nouvelle plume. Dans la vitrine, sont étalées des plumes de faisan et à l'intérieur du magasin, les plumes sont présentées dans des pots en cuivre. Hermione achète finalement une longue plume noire et or coûtant quinze Mornilles et deux Noises.
Le nom de l'enseigne se compose de deux mots. « Scriben » dérive du verbe latin scribere qui signifie « écrire » et « Penne » provient du latin penna que l'on peut traduire par « plume ». Le terme penna (penne au pluriel) a la même signification en italien.

### LesTrois Balais

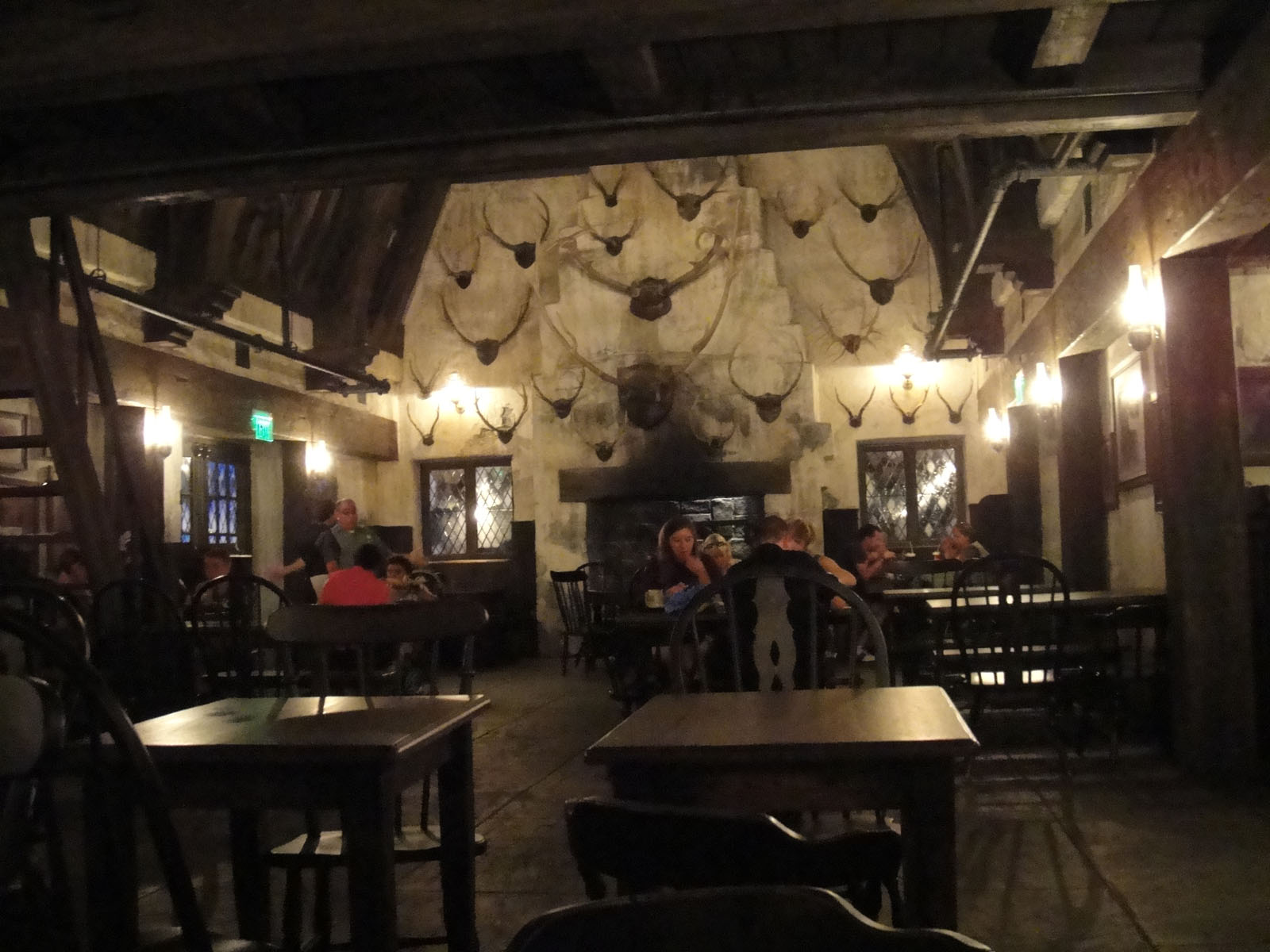
Intérieur des Trois Balais, The Wizarding World of Harry Potter.

Le pub des Trois Balais (The Three Broomsticks) est tenu par Madame Rosmerta et fait également office d'auberge. Il se situe dans la « grand-rue » de Pré-au-Lard, à proximité de la confiserie Honeydukes mais plus en hauteur sur la rue. L'auberge aurait servi de quartier général à l'époque de la révolte des gobelins de 1612. Les Trois Balais est toujours bondé, et sa spécialité est la Bièraubeurre. Parmi les autres breuvages proposés se trouvent notamment le whisky « Pur Feu », le jus d'œillet, l'hydromel aux épices, le rhum à la groseille et le sirop de cerise pétillant.
Rosmerta s'occupe de l'établissement depuis les années 1970 : elle se souvient des visites régulières de James Potter et Sirius Black, qui la faisaient beaucoup rire durant ces premières années. C'est une jolie femme aux courbes généreuses. Ron Weasley n'est d'ailleurs pas insensible à ses charmes et rougit lorsqu'il se trouve à proximité d'elle. Elle connaît tout le monde au village ainsi que la plupart des professeurs de Poudlard, des groupes de gobelins et de sorciers chahuteurs, et même le ministre de la Magie, Cornelius Fudge en personne.
Dans Harry Potter et le Prisonnier d'Azkaban, les Détraqueurs fouillent l'auberge tous les soirs après le coucher du soleil pour essayer de retrouver Sirius Black, ce qui repousse la clientèle et agace Rosmerta.
La même année, lors de la deuxième sortie à Pré-au-Lard avant Noël, Harry, Ron et Hermione se rendent aux Trois Balais pour se réchauffer et boire une Bièraubeurre. Ils s'installent à une petite table au fond de l'auberge au moment où Cornelius Fudge, Minerva McGonagall, Filius Flitwick et Hagrid font leur entrée et invitent Rosmerta à venir les rejoindre à la table voisine du trio. Harry, qui n'a pas l'autorisation de se rendre à Pré-au-Lard, se cache sous la table et écoute toute la conversation. Il apprend à ce moment-là que Sirius Black est son parrain et qu'il était emprisonné à Azkaban pour avoir trahi ses parents.
Dans Harry Potter et le Prince de Sang-Mêlé, Rosmerta est soumise par Drago Malefoy au sortilège de l'Imperium. Sous l'emprise du sortilège, elle remet à Katie Bell un collier d'opales destiné à être remis au professeur Dumbledore. Elle fait également livrer une bouteille d'hydromel au professeur Slughorn, dans le même but de tuer le directeur de l'école. Heureusement, les deux tentatives échouent, blessant toutefois grièvement Katie et empoisonnant Ron. Lorsque Dumbledore et Harry s'absentent de Poudlard pour se rendre à la caverne, Rosmerta est occupée à jeter un sorcier à la porte des Trois Balais. Le directeur prétend alors aller à la Tête de Sanglier. Rosmerta, toujours sous Imperium, prévient Drago, qui profite de l'occasion pour faire pénétrer les Mangemorts dans l'école. Lorsque Dumbledore et Harry reviennent à Pré-au-Lard, Rosmerta leur montre la Marque des Ténèbres, visible au loin au-dessus de la tour d'astronomie de l’école.

### LaTête de Sanglier

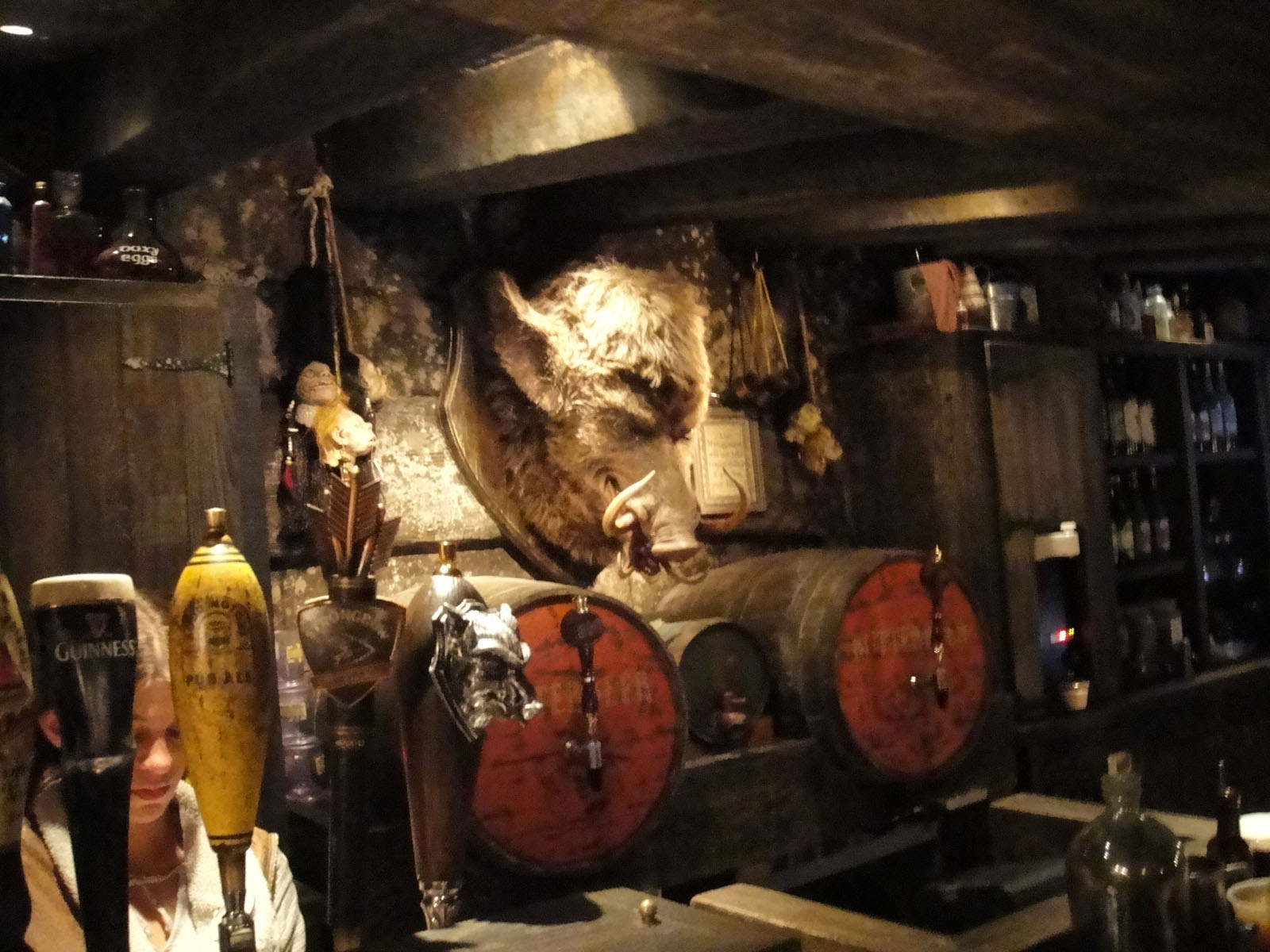
Intérieur de la Tête de Sanglier, The Wizarding World of Harry Potter, Orlando.

La Tête de Sanglier (The Hog's Head) est un petit pub situé dans une rue latérale à la « grand-rue » de Pré-au-Lard. Cette taverne, dirigée par Abelforth Dumbledore (frère du directeur de Poudlard), a beaucoup moins bonne réputation que les Trois Balais. L'enseigne de l'auberge est une tête de sanglier suspendue à une potence et dégoulinante de sang. Le bar est constitué d'une unique pièce plongée quasiment dans le noir : les vitres sont si encrassées que le jour n'y filtre plus. Le sol semble en terre battue, mais il s'agit d'un sol de pierre dissimulé sous une épaisse couche de poussière. De plus, l'endroit dégage une forte odeur de bouc. L'hygiène y étant plus que douteuse, il est conseillé aux clients d'apporter leur propre verre. La plupart des clients de ce bar sont plus « mystérieux » que la normale des sorciers et dissimulent leurs visages en portant capuches et voiles, ce qui vaut la réputation au pub d'accueillir des personnes peu fréquentables.
Dans Harry Potter et l'Ordre du Phénix, Hermione choisit d'organiser la première réunion de l'Armée de Dumbledore à la Tête de Sanglier plutôt qu'aux Trois Balais, qu'elle considère comme étant un endroit « toujours plein de monde et beaucoup trop bruyant ». Plus tard, Sirius Black lui confie que pour ces mêmes raisons, il y aurait été justement plus difficile de les entendre.
Hagrid y a un jour gagné un œuf de dragon d'un étranger encapuchonné avec qui il a joué aux cartes ; il s'est défendu en haussant les épaules et en disant « qu'il y a des tas de gens un peu bizarres dans ce pub ». C'est également dans ce lieu qu'Albus Dumbledore a rencontré le professeur Trelawney, qui a formulé sa prophétie sur Harry Potter avant sa naissance. Dans Harry Potter et les Reliques de la mort, alors qu'ils sont en fuite, Harry, Ron et Hermione décident de se rendre à Poudlard par le passage secret de chez Honeydukes, mais se font détecter par la protection magique que les mangemorts ont mis en place. Abelforth Dumbledore les fait entrer à la Tête de Sanglier, où ils découvrent un passage secret provisoire donnant directement dans la Salle sur Demande. C'est aussi par ce passage que les professeurs McGonagall, Flitwick, Chourave et Slughorn font évacuer les élèves qui ne combattent pas contre les mangemorts durant la bataille de Poudlard.

### Zonko

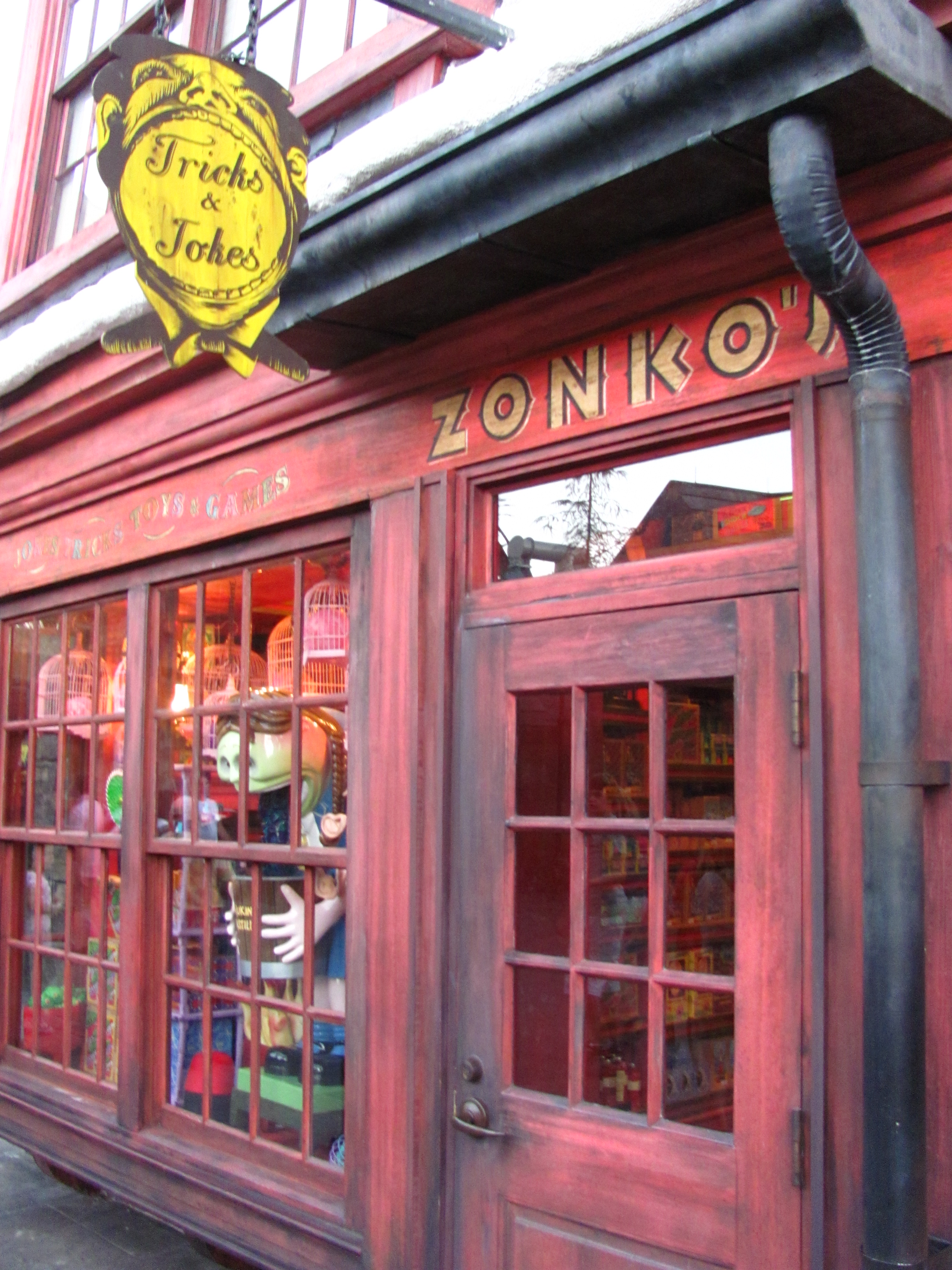
Devanture de Zonko, The Wizarding World of Harry Potter.

Zonko (Zonko's Joke Shop) est un magasin de farces et attrapes, et l'un des plus populaires auprès des élèves de Poudlard. Ce magasin vend « tous les gadgets et ustensiles nécessaires pour réaliser les rêves les plus fous de Fred et George Weasley ».
Voici les produits connus vendus chez Zonko :
- bombabouses ou boules puantes[31] (inventées par Alberic Grunnion[32], qui répandent une odeur désagréable[33]) ;
- bonbons à Hoquet[31] ;
- savons sauteurs[31] (contenant probablement des œufs de grenouille[34]) ;
- tasse à Thé mordeuse[31] (qui mord le nez de quiconque essaye de boire dedans[35]).

Au retour de Voldemort, la boutique est fermée et ses fenêtres sont condamnées par des planches. Avant de rendre visite à Ron pour son anniversaire, les jumeaux Weasley passent dans la même rue et envisagent durant un temps de racheter le local de Zonko pour installer leur boutique Weasley & Weasley, Farces pour sorciers facétieux. Ils s'installent finalement sur le chemin de Traverse.

## Adaptations

### Au cinéma

#### Conception du village dans son ensemble

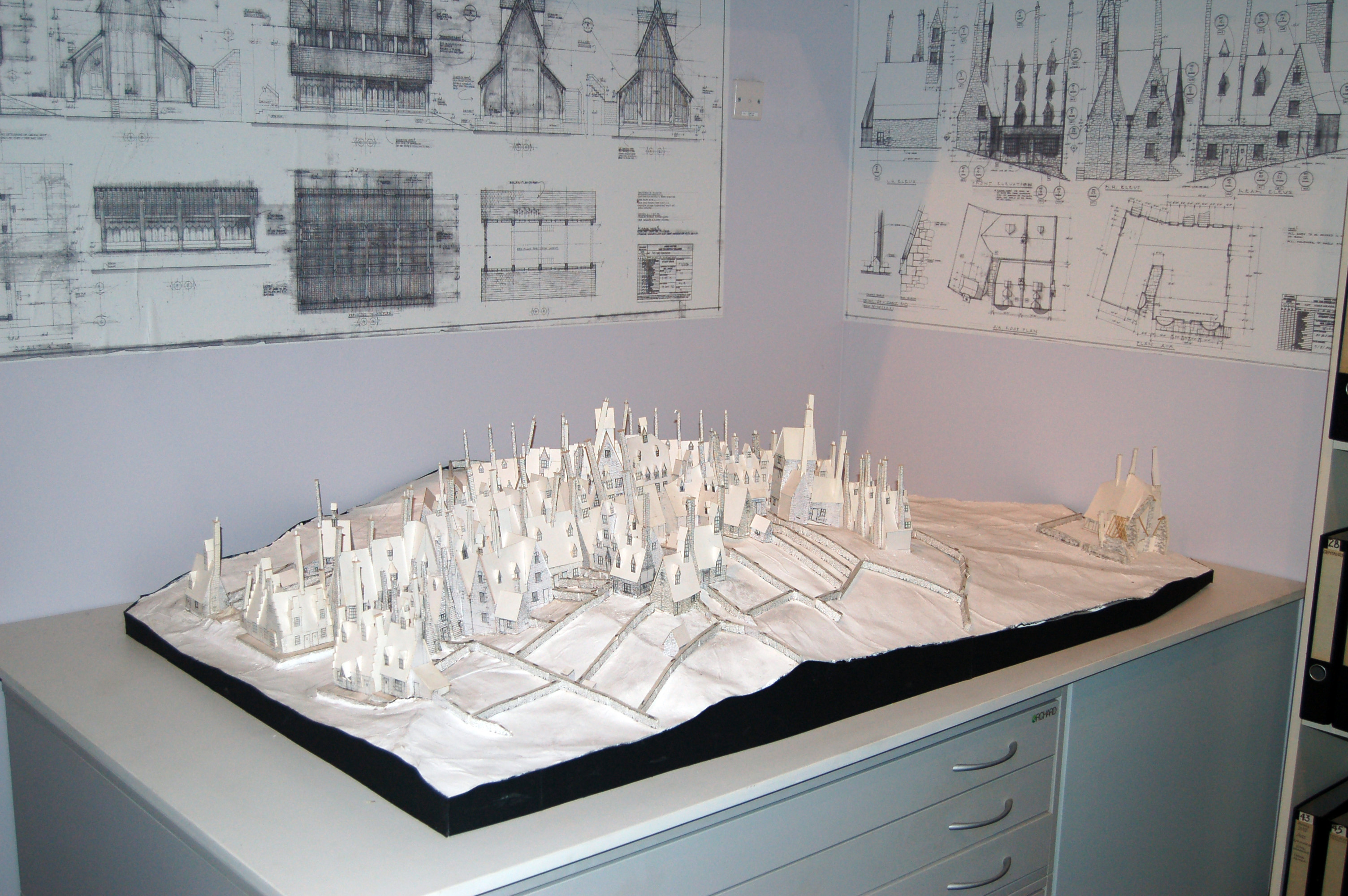
L'une des maquettes (en carton) de Pré-au-Lard présentée au département artistique des studios Harry Potter.

Pré-au-Lard apparaît au cinéma à partir de 2004, principalement dans Harry Potter et le Prisonnier d'Azkaban, réalisé par Alfonso Cuarón. Le trio d'acteurs — Daniel Radcliffe, Emma Watson et Rupert Grint — évolue alors dans un décor de chaumières enneigées. Pour le tournage, Stuart Craig fait construire plusieurs maquettes, dont une grande maquette pour les vues d'ensemble du village, particulièrement détaillée : véritables lanternes en cuivre, petits bocaux à bonbons et ampoules à l'intérieur des vitrines, plumes, balais et chaudrons miniatures, empreintes de petits pieds, etc). 90 % de ces objets sont fabriqués par l'équipe du film. Un décor à échelle humaine est également construit aux studios Leavesden pour les plans plus rapprochés, dans lequel évoluent les acteurs. 

« C'est la version campagnarde du chemin de Traverse. […] On l'a situé dans les neiges éternelles,

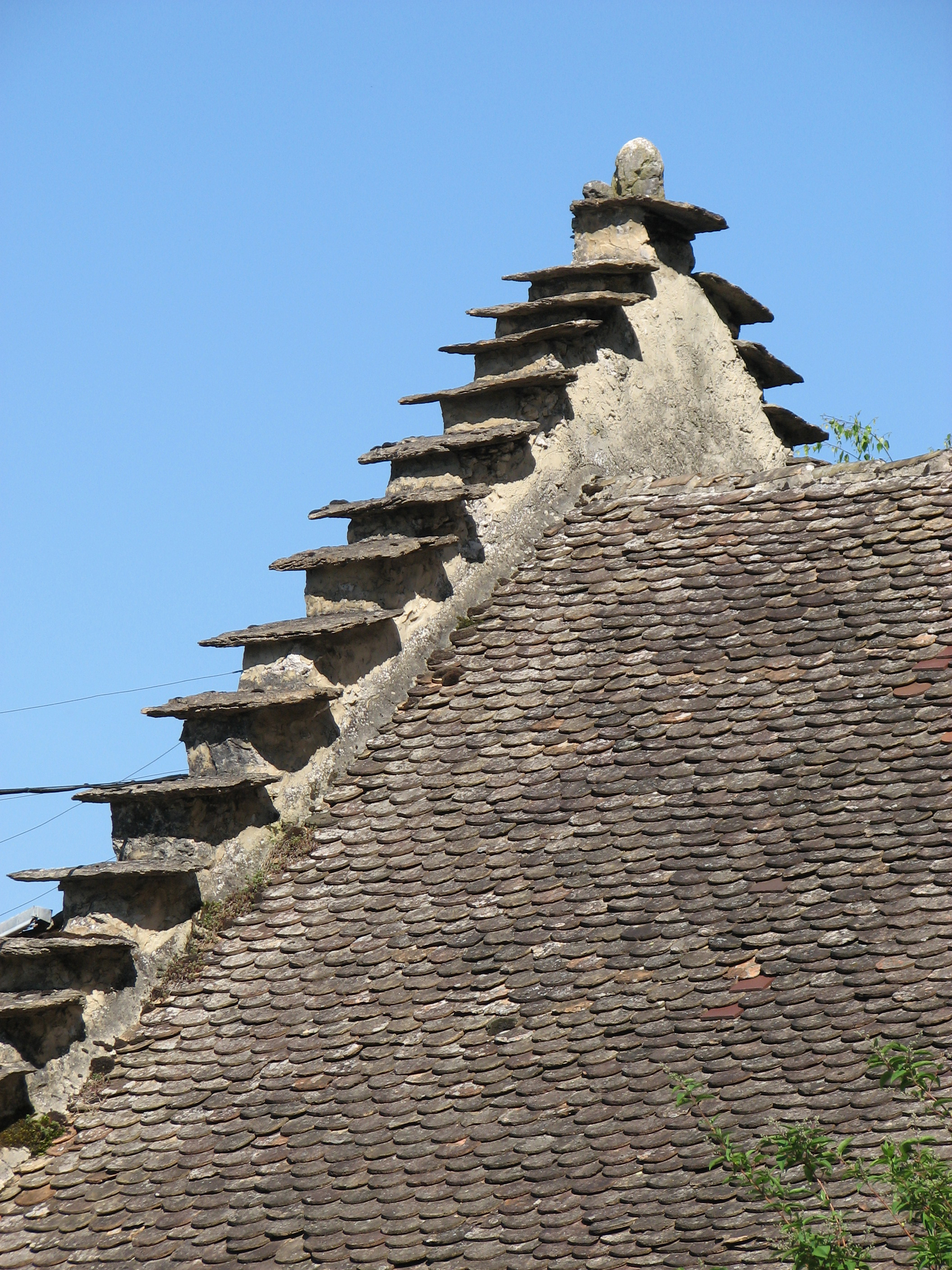
Pignon à redents semblable à ceux des maisons de Pré-au-Lard visibles dans le troisième film.

 parce qu'il nous fallait une atmosphère distinctive. »

— Stuart Craig (chef décorateur)
Les murs des maisons du décor sont recouvertes du granit des Highlands et se basent sur l'architecture écossaise caractéristique du XVIIe siècle, avec des toits en pente munis de pignons à redents, de petites lucarnes et de fines cheminées. Pour reproduire la neige, l'équipe utilise du sel dendritique, qui a l'avantage de s'agglomérer et de crisser sous les pas. Cette neige est également saupoudrée au-dessus de la maquette.

#### Conception de l'auberge desTrois Balais
Le spectateur a un aperçu très rapide de l'auberge des Trois Balais dès le troisième film, alors qu'elle est gardée par des têtes réduites indiquant que l'accès est interdit aux « sorciers de premier cycle » (ce qui n’apparaît pas dans les romans). Une caméra à la première personne suit le mouvement du personnage de Harry sous la cape d'invisibilité suivant le professeur McGonagall, le ministre et Madame Rosmerta à l'étage de l'auberge, dans un salon privé. Le décor rappelle celui du Chaudron Baveur de Londres, avec des lambris de style Tudor.
Cette même auberge est filmée différemment en 2009, dans le film Harry Potter et le Prince de Sang-Mêlé de David Yates, où les acteurs principaux s'y installent pour boire une bièraubeurre et sont rejoints par l'acteur Jim Broadbent interprétant le professeur Slughorn. Le spectateur y aperçoit davantage la partie « publique » de l'auberge, avec de nombreux tonneaux de bièraubeurre, tables, chaises et cheminée. Le département graphisme fabrique toutes les étiquettes de boissons et d'amuse-bouches parfois inventés pour les besoins du film (whisky Pur Feu de Blishen, Dragon Barrel Brandy…).

#### Conception d'Honeydukes

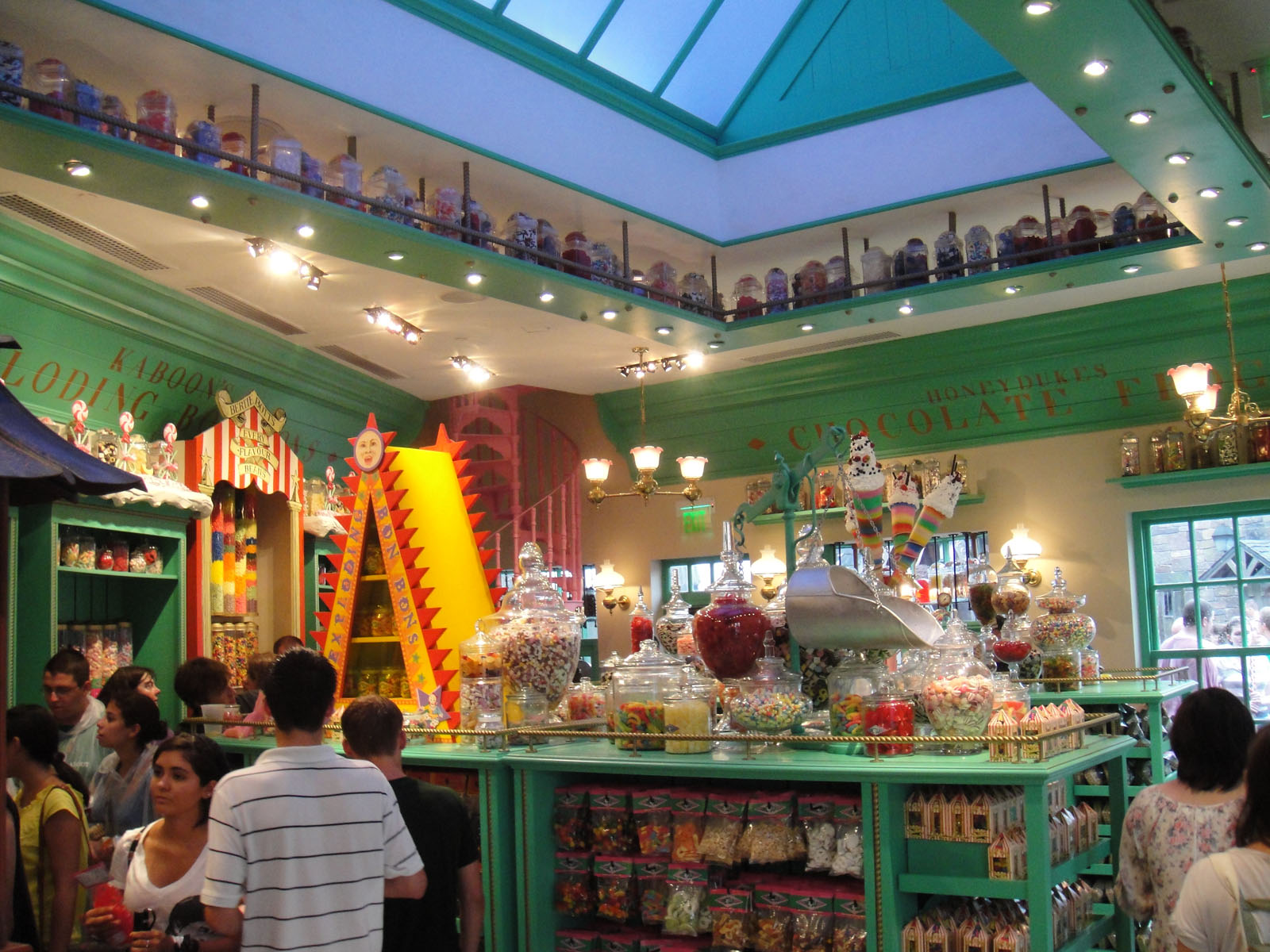
Les couleurs vert menthe et rose de Honeydukes reprises dans la réplique de Universal's Islands of Adventure.

Le passage secret qu'emprunte Daniel Radcliffe dans le film Harry Potter et le Prisonnier d'Azkaban le fait passer par l'intérieur de la boutique colorée de friandises Honeydukes. De grands présentoirs à bonbons et rayonnages peints en vert menthe et en rose sont installés sur le même plateau de tournage que celui qui a accueilli la boutique Ollivander lors du premier film et la librairie Fleury et Bott lors du second film. Le décor d'Honeydukes n'apparaît que dans le troisième film.
Les graphistes Miraphora Mina et Eduardo Lima sont chargés de créer tous les emballages des sucreries. Des calaveras (petits crânes en sucre), préparés traditionnellement au Mexique pour le Jour des morts, sont ajoutés au décor de la confiserie en clin d’œil au réalisateur Alfonso Cuarón.

#### Conception de la gare

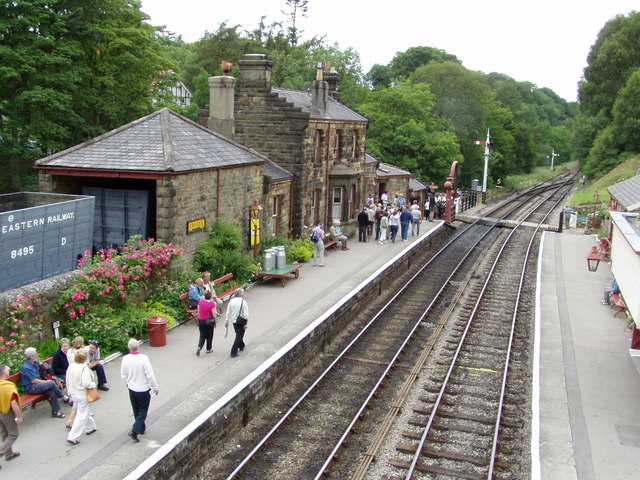
Les scènes de la gare de Pré-au-Lard sont tournées principalement à la petite gare de Goathland (Yorkshire).

Les scènes de la gare de Pré-au-Lard sont filmées à la gare de Goathland, dans le Yorkshire du nord, qui ne nécessite que peu de transformations, si ce n'est l'insertion en arrière-plan du château de Poudlard en images de synthèse. Pour les scènes de gare de Harry Potter et l'Ordre du Phénix où sont introduits les sombrals, la gare est construite à Black Park (en), dans le Buckinghamshire.

#### Conception de laTête de Sanglier
Dans le film Harry Potter et l'Ordre du Phénix (2007), les acteurs se rendent au pub de la Tête de Sanglier, où sont censés se réunir plusieurs élèves au sujet de l'AD. Un autre aperçu de ce pub est donné par le dernier film de la saga, Harry Potter et les Reliques de la Mort - Partie 2 (2011), lorsque le trio est caché par le personnage d'Abelforth Dumbledore avant de retourner à Poudlard par un passage secret.
Selon le chef décorateur Stuart Craig, La Tête de Sanglier est une version exagérément délabrée d'un pub londonien avec des détails typiques comme des murs inclinés, un plancher inégal et des poutres en chêne grossièrement taillées. L'équipe des effets créatures réalise une imposante tête de sanglier animatronique, très brièvement aperçue à l'écran.

### À Orlando et Osaka

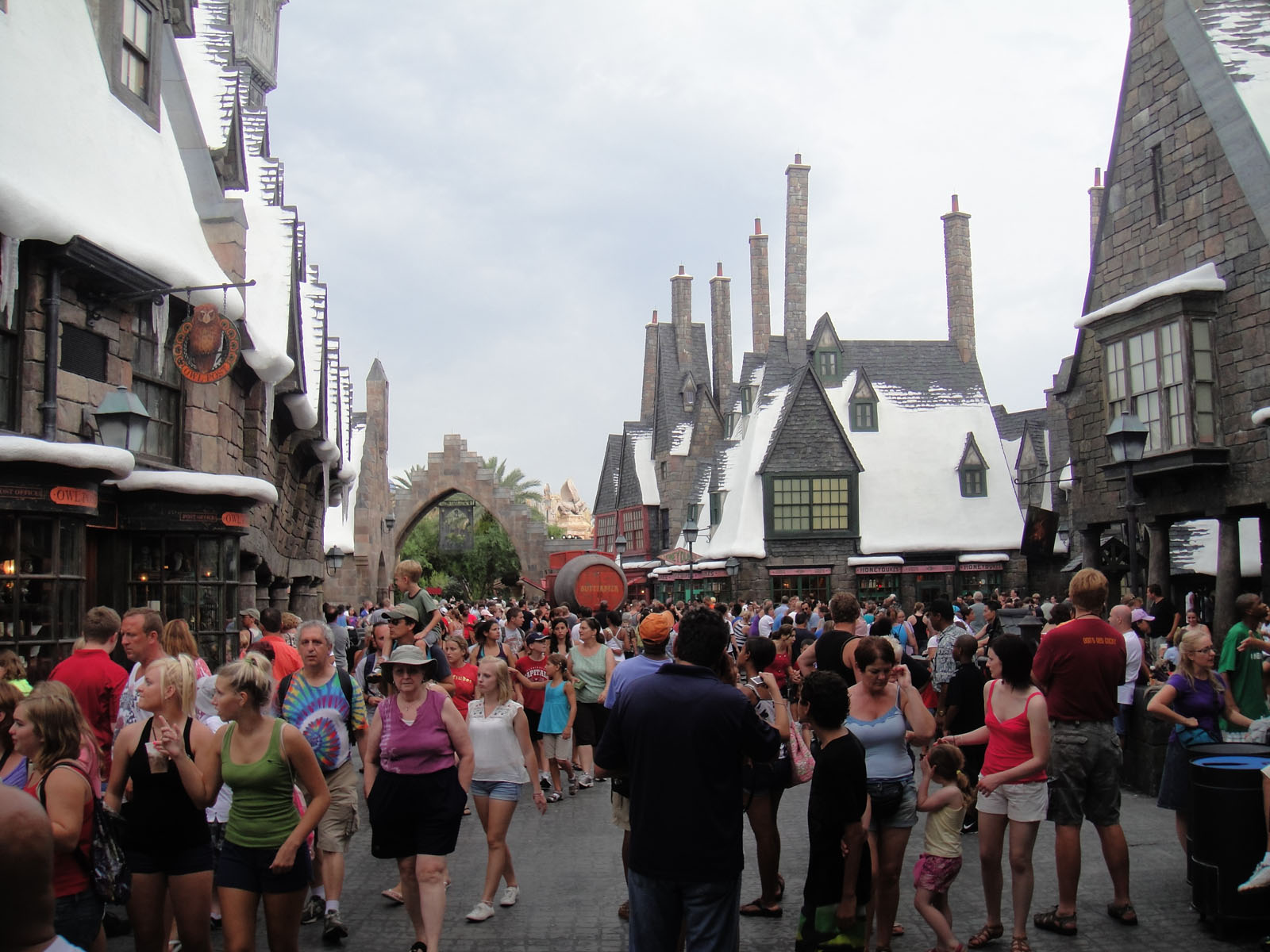
Aperçu du village reproduit à Orlando.

En 2010, une version du village de Pré-au-Lard (The Wizarding World of Harry Potter) fidèle aux films Harry Potter, est construite à taille humaine à Orlando, ainsi qu'à partir de 2014 à Osaka au Japon, avec l'obtention des droits de Warner Bros. et de l'auteur J. K. Rowling. Ces sites permettent aux visiteurs de découvrir les façades et l'intérieur de certaines boutiques et auberges de l'univers (notamment Honeydukes, Derviche et Bang, Zonko, les Trois Balais et la Tête de Sanglier).
Une extension de la zone à Orlando est inaugurée en 2014 à Universal Studios Florida, le parc voisin, qui lui est davantage axé sur les boutiques du chemin de Traverse.

### Source
- Cet article est partiellement ou en totalité issu de l'article intitulé « Lieux dans l'univers magique de J. K. Rowling » (voir la liste des auteurs).